# Paraphilatis camerunensis
Paraphilatis camerunensis är en insektsart som beskrevs av Melichar 1912. Paraphilatis camerunensis ingår i släktet Paraphilatis och familjen Acanaloniidae. Inga underarter finns listade i Catalogue of Life.